# Kozaklı

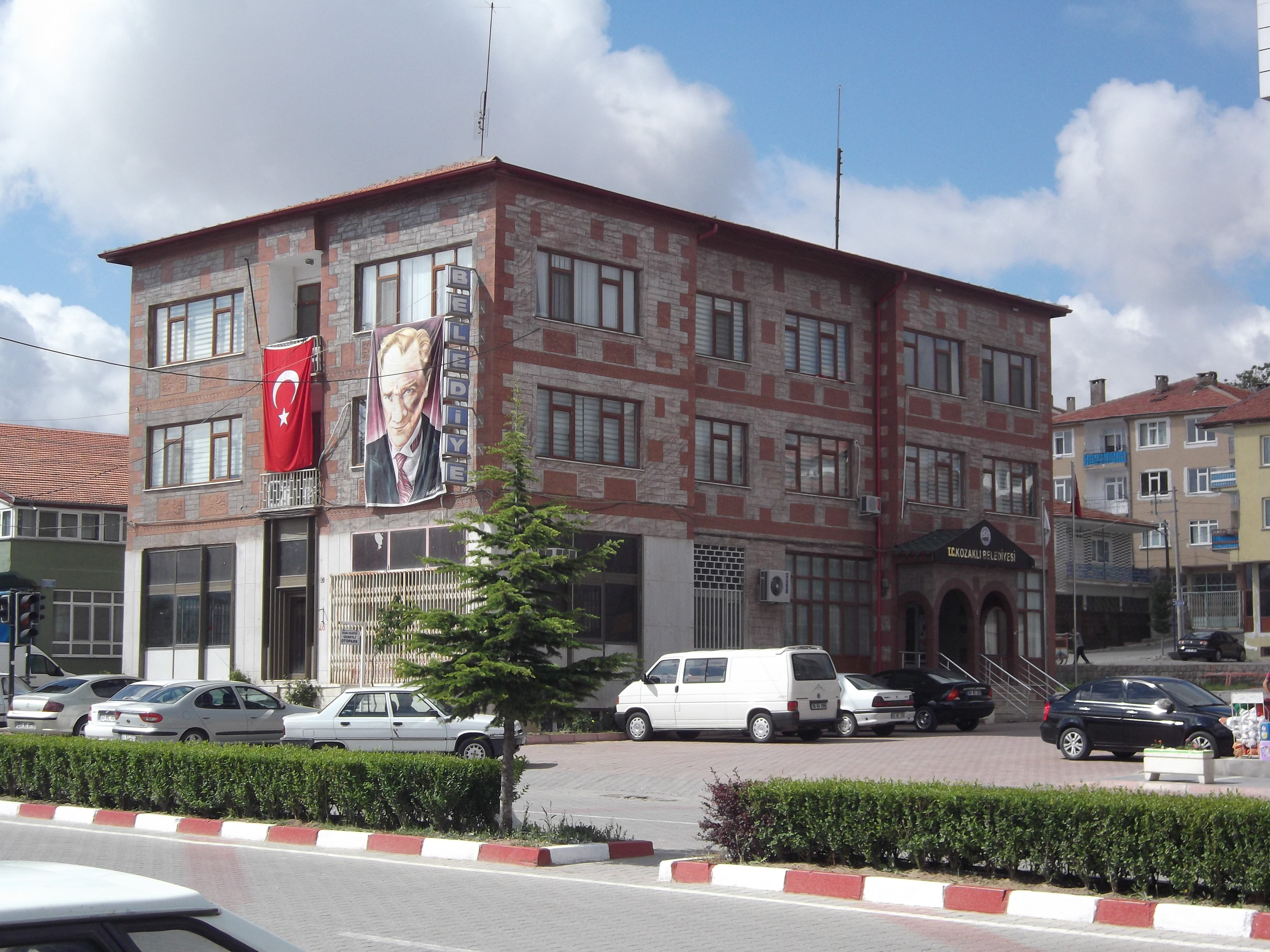
Kozaklı Municipality

Kozaklı là một huyện thuộc tỉnh Nevşehir, Thổ Nhĩ Kỳ. Huyện có diện tích 706 km² và dân số thời điểm năm 2007 là 16364 người, mật độ 23 người/km².